# Crisi interna del PSOE de 2016

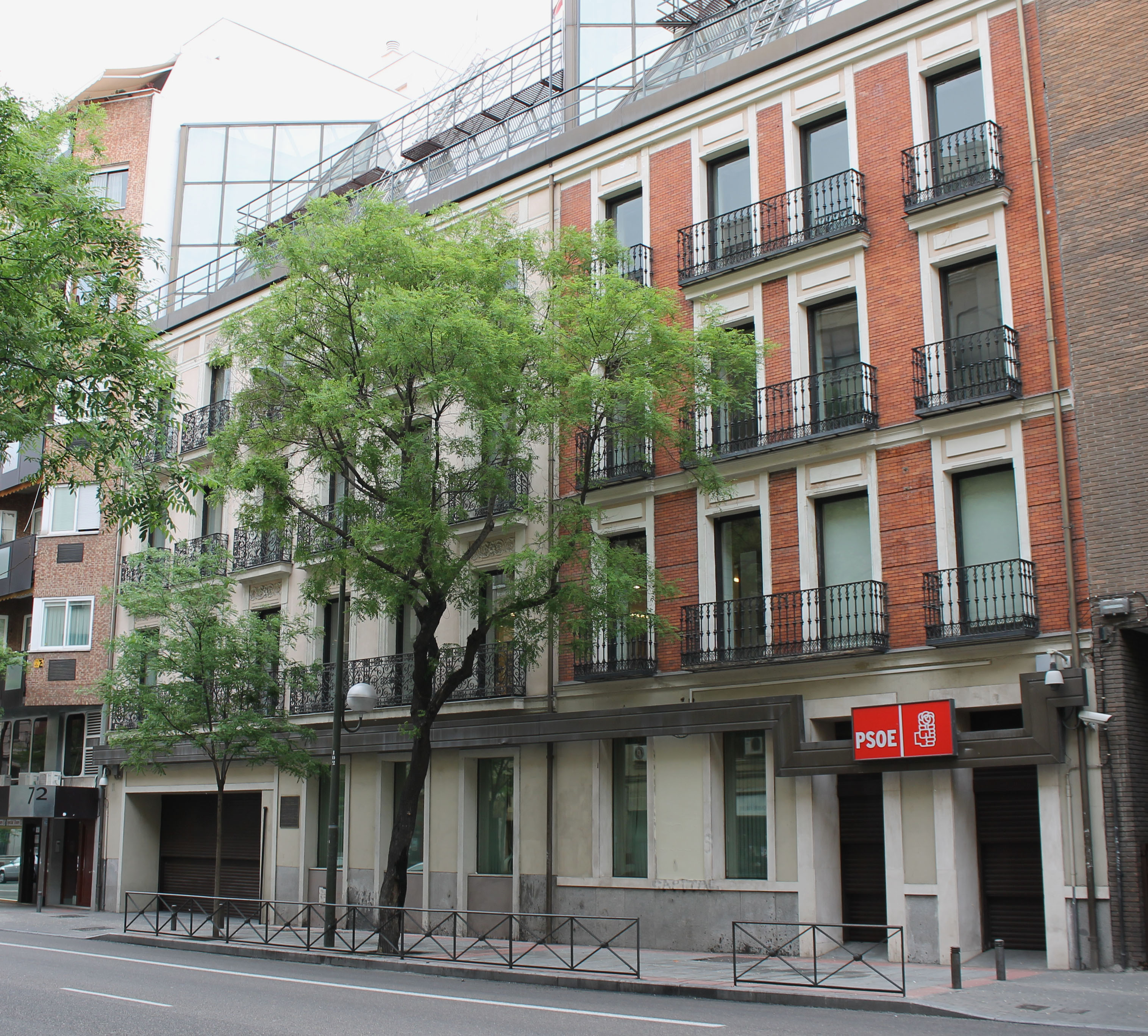
Seu del PSOE a Madrid, on es va produir la dimissió de Pedro Sánchez

La crisi interna del PSOE de 2016 va ser un conflicte intern del Partit Socialista Obrer Espanyol pel control del mateix durant la tardor de 2016.
Si bé el conflicte es pot remuntar des de molt abans de l'any 2016, l'enfrontament esclata al moment posterior a les eleccions generals de 2016 en el qual el partit ha de decidir si intentar formar un govern alternatiu amb partits independentistes i/o nacionalistes, o si el partit s'absté en una votació d'investidura de Mariano Rajoy.
Es considera l'inici de la crisi la dimissió de 17 membres de la Comissió Executiva Federal el 28 de setembre de 2016, després d'anunciar Pedro Sánchez els seus plans de celebrar un Congrés que acabés, segons explicava, amb el qüestionament intern al que era sotmès quan intentava negociar un govern alternatiu. La crisi desembocaria amb la dimissió del secretari general, Pedro Sánchez l'1 d'octubre de 2016 i la creació d'una gestora que va prendre el control del partit amb Javier Fernández Fernández al capdavant. Finalment, això portaria a l'abstenció dels diputats socialistes en la votació per a la investidura del govern del Partit Popular, aconseguint Mariano Rajoy la investidura com a President del Govern i la fi del bloqueig polític del país.

## Antecedents i rerefons
| Escons al Congrés dels Diputats |
|                                 |

El Partit Socialista Obrer Espanyol ha sigut el partit de centre-esquerra amb major suport durant la part del segle XX en la que hi ha hagut un règim democràtic a l'Estat espanyol. Un cop col·lapsada la dictadura franquista, durant el període posterior a la transició, el PSOE ha governat en tres períodes: entre 1982 i 1996, amb Felipe González com a president del govern; de 2004 a 2011 amb la presidència de José Luís Rodríguez Zapatero y de 2018 fins a l'actualitat, amb Pedro Sánchez al capdavant de l'executiu espanyol.
En les eleccions generals de 2011, el descontentament amb la gestió de la crisi econòmica de 2008 per part del PSOE es va traduir en una pèrdua d'aproximadament 4 milions de vots, la fi del mandat de Zapatero i l'arribada al govern del Partit Popular amb majoria absoluta.
El descontentament amb els dos partits majoritaris que han governat el país des de la Transició de 1975 a causa de la gestió de la crisi i a l'eixida a la llum de nombrosos casos de corrupció va conduir a la irrupció de dos nous partits que van absorbir part dels votants socialistes: Ciutadans, tot i que la seva creació va ser l'any 2009 i d'àmbit estrictament català, va aparèixer al panorama estatal captant els votants més centristes i a la dreta del PSOE, i especialment Podemos que ha absorbit els votants del PSOE situats més a l'esquerra. En les eleccions municipals de 2015, Podemos aconsegueix governar a les principals capitals de l'Estat i a algunes ciutats importants: Madrid, Barcelona, Saragossa, València (juntament amb Compromís), Cadis, A Coruña, Santiago de Compostel·la i Ferrol entre unes altres, generalment amb el suport dels socialistes que queden com a partits secundaris. S'ha denominat a aquest procés la fi del bipartidisme.

### Eleccions generals de 2015 i de 2016
A les eleccions generals espanyoles de 2015 el PSOE perd 20 diputats respecte els darrers comicis de 2011 i obté 90 diputats, per darrere del PP que n'obté 123. Tot i així, el Partit Popular no aconsegueix la majoria absoluta, la qual cosa fa que es plantegi un pacte entre altres forces (liderades per Pedro Sánchez) per intentar governar. Al febrer de 2016 Pedro Sánchez arriba amb Ciutadans a un acord de govern, però perquè es formés aquest executiu era necessari que Podemos s'abstingués, la qual cosa no va succeir. El 2 de març de 2016 es va dur a terme la primera votació d'investidura de Pedro Sánchez, la qual va perdre, i el 4 de març la segona, perdent-la per segona volta. El Cap d'Estat espanyol, Felip VI, davant la impossibilitat de formar govern va convocar eleccions per a juny d'aquell mateix any. Al maig, al límit del termini, l'equip socialista va estar negociant un acord amb Podemos, sense èxit.
A les eleccions espanyoles de juny de 2016, el PSOE va obtenir menys suports (85 escons, 5 menys que al desembre). El Partit Popular d'altra banda, va pujar de 123 a 137. En aquest moment, el secretari general comença a ser molt qüestionat ja no només pels altres partits sinó també al seu propi. Es crítica que el partit està perdent eleccions, que pretén governar a qualsevol preu i necessita una reforma interna urgent. Dins del PSOE advoquen per abstenir-se i deixar governar al PP, almenys fins que tinguin un suport majoritari a les cambres. Se sap que a partir d'aquí els crítics comencen a unir veus per reformar el partit. El 29 de setembre Felipe González crida mentider a Pedro Sánchez perquè li va prometre que s'anava a abstenir per deixar a Mariano Rajoy governar. Per a molts, aquestes paraules serien l'inici de la crisi.

## Faccions
Els mitjans de comunicació s'han referit a dos bàndols més o menys clars en el partit:
- Els oficialistes o sanchistes,[7] liderats per Pedro Sánchez, eren els partidaris de no recolzar un govern del Partit Popular, el partit conservador de dreta guanyador de les eleccions, ni a través del seu vot positiu a la investidura ni amb una abstenció. Com a opció plantejaven un pacte amb Ciutadans o una coalició que impliqués consens amb la unió de Podemos-Esquerra Unida, i també amb partits nacionalistes catalans i bascos. Encara que no recolzaven la independència de cap territori, estaven disposats a negociar més autogovern a les comunitats que així ho requerissin,[8] poc inclinats a arribar a qualsevol pacte amb la dreta,[9] però no comptaven amb suport de la major part de la cúpula del partit. En aquest grup es trobarien, entre altres: Francina Armengol (presidenta de les Illes Balears), Miquel Iceta (PSC), Meritxell Batet (PSC), Odón Elorza (PSE), Patxi López (PSE), Idoia Mendia (PSE), Luis Tudanca, César Luena o Sara Hernández.
- Els crítics o susanistas,[10] liderats oficiosament per Susana Díaz, van ser aquells membres del PSOE partidaris d'abstenir-se en la investidura de Mariano Rajoy ja que consideraven que el partit no havia de governar sense tenir un suport majoritari en la càmera, ni havia de pactar amb Units Podem o els independentistes. S'oposen a l'acostament a les polítiques del partit de Pablo Iglesias i han mostrat la seva oposició a l'autodeterminació. Tenien el suport de la cúpula del partit i de diverses federacions importants per al partit, com l'andalusa. Comptaven amb el suport de personalitats com Guillermo Fernández Vara (president d'Extremadura), Javier Fernández (president d'Astúries), Emiliano García-Page (de Castella-la Manxa), Ximo Puig (president del País Valencià), Javier Lambán (d'Aragó), José Luis Rodríguez Zapatero (expresident d'Espanya), Felipe González[11] (expresident d'Espanya), Carme Chacón (exministra de Defensa), Micaela Navarro o Patricia Hernández.[12]

## Desenvolupament

### Dimissió de 17 membres de l'executiva
El dimecres 28 de setembre, Antonio Pradas, secretari de Política Federal del PSOE, va presentar a la seu del partit la dimissió en bloc de 17 membres de l'Executiva Federal, amb la intenció de forçar la seva dissolució, en quedar reduïda a 18 membres, i formar una gestora. Per això, després de presentar-se les 17 dimissions, el Secretari d'Organització Cesar Luena va anunciar que, segons establien els estatuts del partit, procedia la convocatòria d'un Comitè Federal que hauria de convocar un Congrés Extraordinari que renovés l'executiva.
| Els 17 membres que van dimitir de l'Executiva | Els 17 membres que van dimitir de l'Executiva |
| --------------------------------------------- | --------------------------------------------- |
| Micaela Navarro                               | Presidenta del PSOE (AND)                     |
| Antonio Pradas                                | Secretari de Política Federal (AND)           |
| María José Sánchez Rubio                      | Secretària de Sanitat (AND)                   |
| Estefanía Martín Palop                        | Secretària de Formació (AND)                  |
| Noemí Cruz                                    | Política Regional (AND)                       |
| Francisco Pizarro                             | Vocal (AND)                                   |
| Juan Pablo Durán                              | Vocal (AND)                                   |
| Emiliano García-Page                          | Vocal (CSM)                                   |
| Manuela Galiano                               | secretària de Petits Municipis (CSM)          |
| Luz Rodríguez                                 | secretària d'Ocupació (CSM)                   |
| Ximo Puig                                     | secretari de Reformes Democràtiques (VAL)     |
| Tomás Gómez                                   | vocal (MAD)                                   |
| Eva Matarín                                   | Secretària d'Immigració (MAD)                 |
| Carme Chacón                                  | Secretària de RelacionesInternacionales (CAT) |
| José Miguel Pérez                             | secretari d'Educació (CA)                     |
| Carlos Pérez Anadón                           | vocal (LLAURA)                                |
| María Ascensión Murillo                       | vocal (EXT)                                   |

### Negació de la legitimitat de l'executiva i intent de prendre el control del partit
Antonio Pradas va negar la legitimitat de l'executiva ja que segons ell havia quedat dissolta i Pedro Sánchez ja no era el Secretari General del partit. El 29 de setembre, es va presentar davant la seu del PSOE la Secretària General del PSOE de Sevilla, Verónica Pérez, propera a Susana Diaz. Verónica Pérez també va negar la legitimitat de l'executiva i va declarar que "en aquest moment, l'única autoritat en el PSOE sóc jo" ja que era la Presidenta del Comitè Federal.

### 1 d'octubre: Comitè Federal. Dimissió de Pedro Sánchez
Dissabte 1 d'octubre al vespre es va celebrar un convuls Comitè Federal. Les parts enfrontades pel control del PSOE no tenien cap via d'enteniment i tenien dos punts de vista totalment oposats. Els oficialistes buscaven retenir el poder del partit fins a un Congrés que havia de realitzar-se al més aviat possible. Els crítics, liderats per Susana Díaz, intentaven prendre el control del partit apartant a Sánchez i nomenant una gestora -que s'esperava estigués dirigida per Javier Fernández, president d'Astúries- que a més deuria bregar amb el cost polític que suposés pactar amb el Partit Popular. El partit llavors tindria temps per afrontar un "congrés de refundació" i Susana Díaz no tindria rival per dirigir el partit. En aquest punt es planteja fins i tot l'opció d'escissió del partit.
Inicialment programat a les 9.00 h a la seu del PSOE a Madrid, la reunió del comitè federal es retarda durant diverses hores. Durant la reunió, el president d'Aragó, Javier Lambán, va cridar a Sánchez acusant-li de no ser ja el Secretari General del partit. Sánchez va intentar guanyar temps, proposant la readmissió dels 17 membres de l'executiva que havien renunciat tres dies abans i cridant al comitè a reunir-se a la setmana següent, la qual cosa no van acceptar els rebels, declarant que no reconeixien l'autoritat de Sánchez i descrivint la proposta com "insultant". Sánchez va bloquejar repetidament els intents de Díaz de votar la posició del partit o el propòsit de la reunió. Mentrestant centenars de periodistes es van ajuntar en la porta de la seu, juntament amb militants del partit i curisosos.
Sánchez va intentar forçar una vot secret sobre la seva proposta de convocar un congrés del partit, però va ser suspès una vegada els crítics van reclamar que l'urna estava "amagada" i sense supervisió, acusant Sánchez de frau electoral. Amb el pas de les hores, Sánchez va començar a perdre aliats, fins i tot entre els seus, i els rebels van començar a recollir signatures per dur a terme una moció de censura contra ell. Finalment es van aconseguir signatures de més de la meitat dels membres a favor de que Sánchez renunciés. Encara que la reunió va ser a porta tancada, se sap que els ànims no estaven molt calmats. Segons s'informa, Susana Díaz va començar a plorar i un crític del partit, Juan Cornejo, suposadament va intentar agredir a Pedro Sánchez, encara que no hi ha proves fiables d'aquest fet.
Es va aconseguir finalment un acord entre les parts, aquesta vegada mitjançant vot a mà alçada. Els crítics finalment van acceptar que l'executiva seguia tenint legitimitat. Es va sotmetre la proposta de convocatòria d'un Congrés a votació, que va perdre Pedro Sánchez per 132 a 107, dimitint immediatament després. Es va procedir a la formació d'una gestora, com reclamaven els seus crítics, que assumeix el control del partit. S'assumeix en aquest punt que el PSOE s'abstindrà i permetrà la investidura de Mariano Rajoy (PP), que era el proposat pels crítics.
| Facció         | Foto                                                              | Líder          | Nascut               | Posició més recent                                                                    | Suport del partit(dins del Comitè Federal) | Percentatge |
| -------------- | ----------------------------------------------------------------- | -------------- | -------------------- | ------------------------------------------------------------------------------------- | ------------------------------------------ | ----------- |
| Crítics        |                                                                   | Susana Díaz    | 18 d'octubre de 1974 | Secretària general del PSOE-Andalusia; Presidenta de la Junta d'Andalusia (2013–2019) | 132 / 253                                  | 52.17 %     |
| Crítics        | Suports: Federacions d'Andalusia, Castella-la Manxa i Extremadura | Susana Díaz    |                      |                                                                                       | 132 / 253                                  | 52.17 %     |
| Oficialistes   |                                                                   | Pedro Sánchez  | 29 de febrer de 1972 | Secretari general del PSOE; Cap de l'oposició (2014–2018)                             | 107 / 253                                  | 42.29 %     |
| Oficialistes   | Suports: Federacions d'Astúries i Catalunya (PSC)                 | Pedro Sánchez  |                      |                                                                                       | 107 / 253                                  | 42.29 %     |
| Sense declarar | Sense declarar                                                    | Sense declarar | Sense declarar       | Sense declarar                                                                        | 14 / 253                                   | 5.53 %      |

### Abstenció a la investidura de Rajoy
El 24 d'octubre de 2016 es va celebrar un Comitè Federal que va decidir que el grup parlamentari socialista s'abstindria en la segona votació de la investidura de Mariano Rajoy com a President del Govern d'Espanya. La decisió va ser adoptada per 139 vots a favor i 96 en contra.

### Dimissió de Pedro Sánchez com a diputat
El 27 d'octubre de 2016, en la tercera votació d'investidura, Pedro Sánchez i la resta de diputats del Grup Socialista van votar negativament a la investidura de Rajoy, tal com havia acordat la direcció federal del PSOE. El 29 d'octubre de 2016, Pedro Sánchez va lliurar la seva acta de diputat, deixant vacant el seu escó hores abans de la quarta i decisiva votació d'investidura de Mariano Rajoy, evitant així abstenir-se o votar en contra del decidit pel seu partit. La notícia va ser comunicada per ell mateix, minuts després d'haver lliurat aquesta acta.
El 31 d'octubre, Pedro Sánchez va concedir una entrevista al programa de televisió Salvados, a on va explicar que certs mitjans li van comunicar personalment que, si la seva intenció era algun tipus de pacte entre el PSOE i Podemos, ells es posicionarien en contra. En concret, es va referir al periòdic El País, pertanyent al Grup PRISA. Sánchez va declarar durant l'entrevista que aquesta posició del diari va estar promoguda per accionistes de PRISA, en concret companyies financeres i l'empresa Telefònica, sota la presidència de César Alierta que, segons va explicar Sánchez, no estaven interessades que es formés un govern diferent a un presidit per Mariano Rajoy. No obstant això, Sánchez va aclarir que ell respectava totalment la posició editorial que prenien els mitjans de comunicació en exercici de la seva llibertat de premsa.

## Conseqüències i resultat posterior
Mentrestant Susana Díaz, va participar en diversos actes públics al costat de diverses figures del partit com Felipe González, el 17 de novembre, o José Luis Rodríguez Zapatero, el 16 de desembre.
La gestora va decidir finalment triar un nou secretari general mitjançant primàries al maig i obrir el 39º Congrés del PSOE per a juny de 2017 per establir les bases d'una nova direcció i d'un nou pla polític. El 15 de gener de 2017 Patxi López va presentar la seva candidatura a secretari general del partit a Fuenlabrada, i el 28 de gener Pedro Sánchez feia el mateix en Dos Hermanas (Sevilla), la qual cosa va ser considerat un gest cap a la seva contrincant directa Susana Díaz, nascuda a la província de Sevilla. Finalment, el 12 de març de 2017, Susana Díaz va anunciar la presentació de la seva candidatura a la secretaria general, acompanyada per milers de militants i simpatitzants.
Tot i que Susana Díaz tenia el suport del nucli dur del PSOE, el 21 de maig de 2017 Pedro Sánchez va guanyar les primàries del partit amb un contundent resultat (50,2 %), tornant així la secretaria general del partit.